# William Francis Murphy (Bischof, 1885)
William Francis Murphy (* 11. Mai 1885 in Kalamazoo, Michigan; † 7. Februar 1950) war ein römisch-katholischer Bischof.

## Leben
Murphy besuchte das Lefevre Institute in Kalamazoo sowie das St. Jerome College und das Assumption College in Ontario, Kanada. Danach ging er an das Päpstliche Nordamerika-Kolleg in Rom. Dort empfing er am 13. Juni 1908 in der Lateranbasilika die Priesterweihe. Nach seiner Rückkehr in die Vereinigten Staaten wurde er im Erzbistum Detroit tätig.
Papst Pius XI. ernannte Murphy am 17. März 1938 zum ersten Bischof des neuen Bistums Saginaw. Die Bischofsweihe spendete ihm der Erzbischof von Detroit, Edward Aloysius Mooney, am 17. Mai desselben Jahres. Mitkonsekratoren waren der Bischof von Buffalo, John Aloysius Duffy, und der Bischof von Marquette, Joseph Casimir Plagens.